# 郭再祐
郭 再祐（日本語読み：かく さいゆう、朝鮮語読み：クアク・ジエウ、1552年 - 1617年）は、文禄・慶長の役時の李氏朝鮮の義兵の大将。本貫は玄風郭氏、字は季綬。

## 概要
慶尚南道を流れる南江にある宜寧の世干村で裕福な地主の子として生まれた。郭越の三男で3歳の時に母が死んだ。若い頃に科挙試験に挑戦するが失敗している。
郭再祐は日本軍侵攻に対抗する文禄・慶長の役における最初の義兵軍であった。彼らはゲリラ戦を展開し、日本の輸送船などの攻撃に成果をあげる。さらに影武者戦術を使い安国寺恵瓊軍を撃退すると次第に名声が高まり、部隊も増強されていった、また第一次晋州城攻防戦で伏兵を使い日本軍を包囲撃退する。この時彼は赤い緋緞で作った軍服を着て争った。その理由で彼に「天降紅衣将軍」という異名が生じた。
戦後、ずっと官職を拒否して永昌大君の救命の上書を奉って都落ちした。

## 郭再祐の抗戦
日本軍の猛攻に対して、朝鮮正規軍は町を放棄した。正規軍が退去してから、郭再祐は日本軍侵攻の9日後に一族、村民など50人を集めて、宜寧村防衛の組織をつくる。これは文禄・慶長の役における最初の義兵軍であった。
日本軍三番隊は昌原からまっすぐ尚州に向かった。郭再祐は、すでに放棄されていた政府の倉庫から、彼の部隊の補給物資を得たが、これを受けて慶尚道の巡察使金睟は郭再祐を謀叛人とみなし、解散を命じた。
将軍が他の地主にも支援を求めており、王に直接の訴えを送っているような時であったが、その長官は、すでに日本軍との間でかなりの混乱が始まっているにもかかわらず、郭再祐を討つための軍隊を派遣してきた。しかしながら、首都から役人が到着して慶尚道で兵を集め始めたとき、この役人が郭再祐の近くに住んでいて郭再祐の事を実際に知っていたので、この役人が郭再祐を長官から救った郭再祐は洛東江と南江にある高い葦原の中でゲリラ戦を展開した。
陸上ではこうした戦術が行われ、海上では李舜臣の水軍が守っていたため、日本軍は全羅道には容易に入れなかったといわれる。

### 戦後の義兵の境遇
戦争初期から、朝鮮人の一部は「義兵」と呼ばれる民兵を組織し侵攻に対抗した。これらの武装集団は朝鮮各地にて挙兵し、戦闘・ゲリラ戦・攻城戦や、戦時に必要になる輸送や建設作業に参加した。 民兵は主に、朝鮮正規軍の敗残兵、両班とその同調者で構成される義兵、僧兵であった。
しかし義兵と朝鮮政府・官軍との関係は、挙兵の時期や地域、率いる義兵将の階層や思想により様々であるが、戦役初期においては両者は対立していた。郭再祐率いる義兵も当初は反乱軍とみなされ、朝鮮官軍との間で戦闘が起こっている。
文禄の役の間、朝鮮半島の中では全羅道だけが侵攻を免れた地域として残されていた。李舜臣による海上での警備活動が成功したことに加えて、義勇兵の活動も日本軍を圧迫したため、日本軍は全羅道を避けて他の優先順位の高い目標へ向かった 。
しかし、義兵を束ねる諸将が総じて両班層（貴族階級）出身であるのに対して、配下にいた兵士の大部分が身分解放の要求をもつ農民や、奴婢あるいは李朝においては賤民身分に貶められていた僧侶などの被圧迫階級であったが、命を賭して貢献したにもかかわらずその望みは叶えられず、戦争が終わると義兵たちは再び過酷な収奪を受ける農奴的身分へと戻され、僧侶もまた賤民のままとされた。
対日戦の過程で官職を授けられた義兵将も、戦役後には党派間の政争に組み込まれ、その多くは権力者らの猜疑心や妬みからその地位を追われ、果ては流刑か死刑かの不遇な生涯を送ることになった。

## その他
墓は慶尚南道達城郡求智面新塘洞にある。諡号は忠翼公。
現在、韓国宜寧郡では、郭再祐らを称える義兵祭があり、郊外には義兵公園もある。

## 文献
- 中野等『文禄・慶長の役』戦争の日本史16、吉川弘文館、2008年2月、284-289頁。
- 鄭 杜煕、李ギョンスン、金 文子、小幡倫裕編『壬辰戦争』明石書店 (2008)
- 笠谷和比古・黒田慶一共著『秀吉の野望と誤算　文禄・慶長の役と関ヶ原合戦』文英堂2000年6月
- Rockstein, Edward D., Ph.D. Strategic And Operational Aspects of Japan's Invasions of Korea 1592-1598, 1993-6-18. Naval War College, Newport, R.I.
- Swope, Kenneth M. "Crouching Tigers, Secret Weapons: Military Technology Employed During the Sino-Japanese-Korean War, 1592-1598", The Journal of Military History pp. 69 (January 2005): pp. 11–42. (C) Society for Military History.
- Turnbull, Stephen. Samurai Invasion: Japan's Korean War 1592–98. London: Cassell & Co, 2002, ISBN 0-304-35948-3.